# Oceano (California)
Oceano è un census-designated place (CDP) degli Stati Uniti d'America situato in California, nella contea di San Luis Obispo.